# 스칼리차

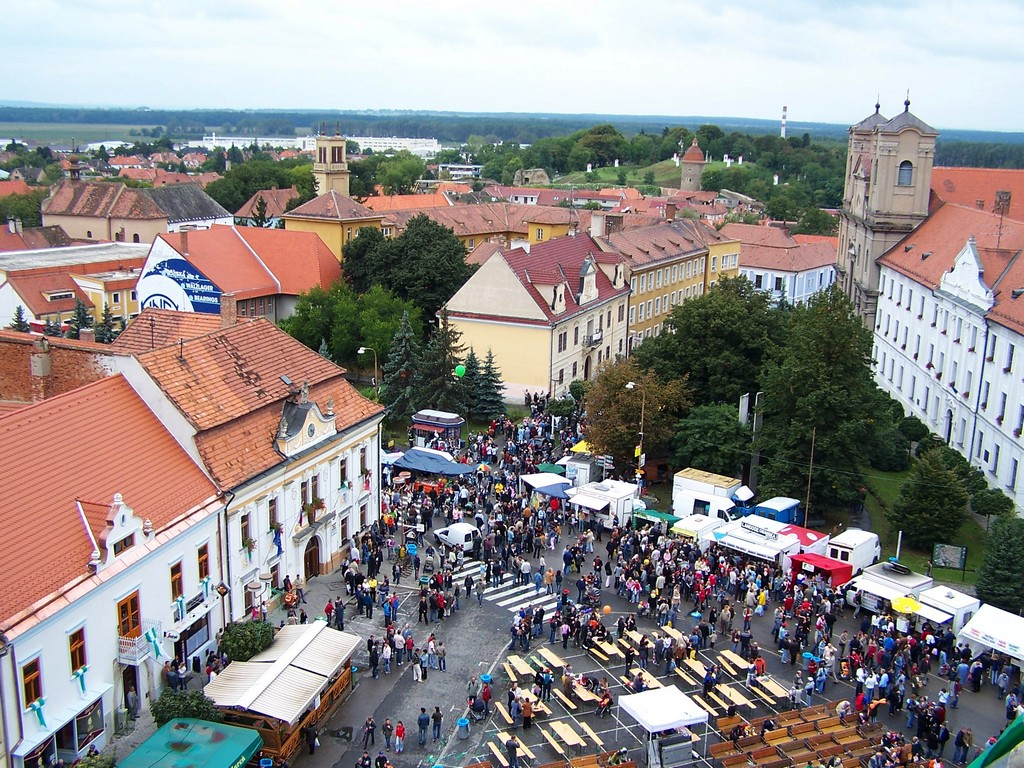
스칼리차

스칼리차(슬로바키아어: Skalica, 독일어: Skalitz 슈칼리츠[*], 헝가리어: Szakolca 서콜처[*], 라틴어: Sakolcium 사콜키움[*])는 슬로바키아 서부 트르나바 주에 위치한 도시로 면적은 60.007km2, 높이는 186m, 인구는 14,963명(2005년 기준), 인구 밀도는 249명/km2이다. 체코 국경과 가까운 지점에 위치한다.

시 문장